# Milan-Turin 2023
La 104e édition de Milan-Turin a  lieu le 16 mars 2023, sur une distance de 192 kilomètres, entre Rho et Orbassano. Elle fait partie du calendrier UCI ProSeries 2023 (deuxième niveau mondial) en catégorie 1.Pro. 

## Parcours
Cette course de 192 kilomètres se déroule sur un parcours essentiellement plat partant de la ville de Rho située au nord-ouest de Milan pour prendre la direction du sud-ouest et rejoindre Orbassano dans la banlieue sud-ouest de Turin. 

## Équipes
| WorldTeams (10)- AG2R Citroën Team - Astana Qazaqstan Team - Bora-Hansgrohe - EF Education-EasyPost - Intermarché-Circus-Wanty - Movistar Team - Arkéa-Samsic - Team DSM - Team Jayco AlUla - Trek-Segafredo ProTeams (7)- Bingoal WB - Eolo-Kometa - Green Project-Bardiani CSF-Faizanè - Israel-Premier Tech - Q36.5 Pro Cycling Team - Team Corratec - Tudor Pro Cycling Team |
| |

## Classement final
| \| Classement général \| Classement général \| Classement général \| Classement général \| Classement général \| \| Coureur \| Coureur \| Pays \| Équipe \| Temps \| \| ------------------ \| ------------------ \| ------------------ \| ---------------------- \| ------------------ \| \| 1er \| Arvid de Kleijn \| Pays-Bas \| Tudor Pro Cycling Team \| 3 h 59 min 02 s \| \| 2e \| Fernando Gaviria \| Colombie \| Movistar Team \| + 0 s \| \| 3e \| Casper van Uden \| Pays-Bas \| Team DSM \| + 0 s \| \| 4e \| Itamar Einhorn \| Israël \| Israel-Premier Tech \| + 0 s \| \| 5e \| Matteo Moschetti \| Italie \| Q36.5 Pro Cycling Team \| + 0 s \| \| 6e \| Nacer Bouhanni \| France \| Arkéa-Samsic \| + 0 s \| \| 7e \| Jordi Meeus \| Belgique \| Bora-Hansgrohe \| + 0 s \| \| 8e \| Andrea Vendrame \| Italie \| AG2R Citroën Team \| + 0 s \| \| 9e \| Jon Aberasturi \| Espagne \| Trek-Segafredo \| + 0 s \| \| 10e \| Dylan Groenewegen \| Pays-Bas \| Team Jayco AlUla \| + 0 s \| |                   |          |                        |                 |
| |                   |          |                        |                 |
| Source : ProCyclingStats |                   |          |                        |                 |
| Classement général |                   |          |                        |                 |
| Coureur | Coureur           | Pays     | Équipe                 | Temps           |
| 1er | Arvid de Kleijn   | Pays-Bas | Tudor Pro Cycling Team | 3 h 59 min 02 s |
| 2e | Fernando Gaviria  | Colombie | Movistar Team          | + 0 s           |
| 3e | Casper van Uden   | Pays-Bas | Team DSM               | + 0 s           |
| 4e | Itamar Einhorn    | Israël   | Israel-Premier Tech    | + 0 s           |
| 5e | Matteo Moschetti  | Italie   | Q36.5 Pro Cycling Team | + 0 s           |
| 6e | Nacer Bouhanni    | France   | Arkéa-Samsic           | + 0 s           |
| 7e | Jordi Meeus       | Belgique | Bora-Hansgrohe         | + 0 s           |
| 8e | Andrea Vendrame   | Italie   | AG2R Citroën Team      | + 0 s           |
| 9e | Jon Aberasturi    | Espagne  | Trek-Segafredo         | + 0 s           |
| 10e | Dylan Groenewegen | Pays-Bas | Team Jayco AlUla       | + 0 s           |

## Classements UCI
La course attribue des points au classement mondial UCI 2023 selon le barème suivant :
| Position           | 1er | 2e  | 3e  | 4e  | 5e | 6e | 7e | 8e | 9e | 10e | 11e | 12e | 13e | 14e | 15e | 16e à 30e | 31e à 40e |
| Classement général | 200 | 150 | 125 | 100 | 85 | 70 | 60 | 50 | 40 | 35  | 30  | 25  | 20  | 15  | 10  | 5         | 3         |